# ایستگاه متروی شوش
ایستگاه مترو شوش در تقاطع خیابان خیام و خیابان شوش تهران واقع شده‌است. این ایستگاه در خط یک مترو تهران واقع شده‌است. در خط یک مترو تهران از ایستگاه شوش به سمت تجریش ریل‌گذاری در زیرزمین بوده و از ایستگاه مترو شوش به سمت کهریزک مترو تهران به روی زمین می‌آید و در کنار راه آهن سراسری ایران به سمت شهر کهریزک می‌رود.